# 卵生 (佛教)
卵生（梵語：aṇḍa-ja），佛教術語，意為從卵殼中出生者，爲四生（四種眾生出生的方式）之一。和生物學的卵生（Oviparity）和卵胎生（Ovoviviparity）概念基本相同。

## 概論
卵生，意為有情從卵中破殼而生出，不同於化生（從空無中自然變化生出）、胎生（從母胎中生出）、濕生（如蚊蟲在濕潤處由濕氣生出），如鸡、鸭、鹅、雁、孔雀、鹦鹉、部分的龍及大鵬金翅鳥等。《大毗婆沙論》認為欲界天中的妙色鳥亦為卵生，只是其死亡後屍骸會被暴風捲往遠處，故不為天人所見。
四生并非和“物种”或六道众生种类一一对应，如人與傍生四種生育方式皆有，其中世羅、鄔波世羅兩位阿羅漢即從鶴卵中而生。《楞嚴經》亦認為遍布於各道中的阿修羅各有不同誕生方式，其中餓鬼道之阿修羅為卵生。